# 土曜ニュースアドベンチャー
土曜ニュースアドベンチャー（どようニュースアドベンチャー）は、ニッポン放送で放送されていたラジオ番組。土曜日の5:00 - 7:00。1998年4月4日 - 2005年3月26日。

## 概要
土曜朝5時台の『予報士・優美のおはよう晴れルヤ!』、続く『目覚ましかぼちゃモーニング』、『うえちゃんの花の土曜日おっかけラジオ』の放送枠を再編してスタートしたものである。『おっかけラジオ』の大半は『土曜だ!いい朝KOASAクン』が引き継いでいる。
番組開始当初のパーソナリティはニッポン放送アナウンサー（放送当時。のちフジテレビアナウンサー）の塚越孝が担当していた。この時の通称は「つかちゃんの土曜ニュースアドベンチャー」。
塚越はかつて平日の朝ワイド「朝からたいへん!つかちゃんです」を1993年4月まで担当しており、土曜日ではあるがこの時間帯には約5年ぶりに復帰した。
また、番組開始には塚越がかつて担当していた「朝からたいへん!つかちゃんです」の冒頭でも言っていた「○月○日土曜日の朝がやって参りました。ニッポン放送午前5時」と言っていた。（※土曜日だったため、新しい一日のスタートです。は入れていない。）
また、塚越時代では6時の時報前に、詩を読むコーナーがあり、BGMにはザ・ビートルズの「Here Comes The Sun 」を琴でアレンジしたものが使用されていた。
金曜日に重大なニュースが入った場合は『オールナイトニッポンR』を途中で打ち切った上、4:30放送開始となっていた。この場合、一部のNRN系列局でもネットされ、4:30～5:00に放送していた。
1998年から2002年6月までは塚越が担当していたが、塚越が一旦退社したため、2002年7月から放送終了までを映画監督の井筒和幸が担当した。
更に放送終了後の2005年4月から初代パーソナリティの塚越がパーソナリティをつとめる「塚越孝のおはよう有楽町」がスタートした。塚越はこの時間帯に約3年ぶりに戻ってくることとなった。
番組のテーマ曲は塚越が担当していた頃から変わっていない。

## 番組タイトルの移り変わり
- 1998年4月-2002年6月「塚越孝の土曜ニュースアドベンチャー」
- 2002年7月-2005年3月「井筒和幸の土曜ニュースアドベンチャー」

## 出演者

### パーソナリティ
- 初代　塚越孝（ニッポン放送アナウンサー※当時）
- 2代目　井筒和幸　（映画監督）

### アシスタント
- 石川みゆき（※井筒時代のみ）

## スタッフ
- デスク・ディレクター　畑中秀哉（※井筒時代のみニュースを担当していた。塚越時代は塚越自らニュースを読んでいた。）

## 塚越時代のコーナー
- 朝刊ウォッチング
- ニュースとジュースの見分け方
- 謎かけ中国人
- 感動スポーツ
- ソニーつかデジ青年部
- ニュースでクイズ
- いい日旅気分
- ワールドストリート
- 週刊つかちゃん堂書店

## 井筒時代の番組タイムテーブル
- 5:00 朝一番のニッポン放送ニュース
- 5:15 ふつ〜うのハガキ
- 5:20 心のともしび
- 5:30 今週のニュース総まとめ
- 5:45 今週のスペシャル
- 6:00 ニュース＆どうなるニッポン！断定マン登場
- 6:10 週間井筒書店
- 6:15 セサミ通りのいきいきライフ！
- 6:20 青春夢先案内人
  - 6:20 はっぴぃホッとライン
  - 6:35 VIVA！エンジョイライフ
- 6:50 街かど天気予報＆交通情報

## 番組主題歌（井筒時代）
「Be Yourself!」V6